# Струмовка
Струмивка (укр. Струмівка) — село в Подгайцевской сельской общине Луцкого района Волынской области Украины.
Код КОАТУУ — 0722884803. Население по переписи 2022 года составляет 2000 человек. Почтовый индекс — 45603. Телефонный код — 332. Занимает площадь 1,17 км².

## Известные жители
- Миронюк, Савелий Феоктистович — Праведник мира.